# Parafia św. Stanisława Kostki w Gdyni
Parafia pw. Świętego Stanisława Kostki w Gdyni – parafia rzymskokatolicka usytuowana w dzielnicy Działki Leśne w Gdyni. Należy do dekanatu Gdynia-Śródmieście, który należy z kolei do archidiecezji gdańskiej. 
Obecnym proboszczem parafii jest o. Krzysztof Łaszcz SJ.

## Historia[1]
- 16 sierpnia 1936 r. - rozpoczęcie budowy kaplicy i domu zakonnego
- 30 stycznia 1937 r. - poświęcenie nowo wybudowanej kaplicy i odprawienie w niej pierwszej Mszy
- Lipiec 1937 r. - zakończenie budowy domu zakonnego
- 21 października 1939 r. - aresztowanie wszystkich zakonników przez Gestapo, którzy zostali przewiezieni do niemieckiego obozu koncentracyjnego Stutthof (KL). Krótko po tym zostali rozstrzelani w lasach w Piaśnicy. Dom zakonny został zamieniony na niemiecką szkołę policyjną.
- 6 kwietnia 1945 r. - odprawienie pierwszej powojennej Mszy
- 1 listopada 1949 r. - ustanowienie parafii
- Marzec 1957 r. - Oddanie parafii terenu pod budowę kościoła
- 1982 r. - po wielu utarczkach z władzami parafia uzyskała zezwolenie na kościoła oraz kolegium, w którym miałby się także mieścić Nowicjat i dom rekolekcyjny
- 25 września 1983 r. - poświęcenie kamienia węgielnego pod budowę kościoła parafialnego przez biskupa Mariana Przykuckiego
- 1984 r. - rozpoczęcie budowy kościoła
- 1992 r. - zakończenie budowy kościoła i odprawienie w nim pierwszej Mszy, którą była Pasterka
- 3 września 1994 r. - reaktywowanie Ogólnokształcącego Liceum Jezuitów
- 12 listopada 1995 r. - dokonanie konsekracji kościoła przez abp. Tadeusza Gocłowskiego
- Czerwiec - Grudzień 2009 r. - zamienienie dachu kościoła na blachę tytanowo-cynkową, montaż siedmiometrowego oświetlonego krzyża